# Neil Giuliano
Neil G. Giuliano (sinh ngày 26 tháng 10 năm 1956) là một chính khách người Mỹ, từng là thị trưởng của Tempe, Arizona trong bốn nhiệm kỳ, từ 1994 đến 2004 (Ba nhiệm kỳ hai năm và một nhiệm kỳ bốn năm). Sau khi phục vụ tại văn phòng dân cử, ông giữ chức chủ tịch của Gay & Lesbian Alliance Against Defamation (GLAAD) từ năm 2005 đến 2009, và làm Chủ tịch/Giám đốc điều hành của Quỹ AIDS San Francisco từ tháng 12 năm 2010 đến tháng 12 năm 2015. Giuliano là thị trưởng đồng tính công khai được bầu trực tiếp đầu tiên ở Hoa Kỳ và Tempe là thành phố lớn nhất nước Mỹ với một thị trưởng đồng tính công khai trong gần sáu năm, 1996-2001.
Kể từ tháng 1 năm 2016, ông đã giữ chức Chủ tịch/Giám đốc điều hành của Greater Phoenix Leadership, tổ chức ra mắt của tài năng lãnh đạo kinh doanh CEO tại khu vực Phoenix đô thị. www.gplinc.org 

## Giáo dục và công việc tại ASU
Giuliano tốt nghiệp cử nhân BA tại Trường Truyền thông Hugh Downs tại Đại học Arizona State năm 1979 và nhận bằng thạc sĩ Quản trị Giáo dục Đại học năm 1983. Khi còn là sinh viên, ông từng là chủ tịch hội sinh viên (1982–83) cũng như Chủ tịch Circle K International năm 1977–78. Ông làm việc chuyên nghiệp tại ASU từ năm 1981 đến năm 2005 trong nhiều công việc của sinh viên và vai trò quan hệ đại học. Ông cũng đã dạy một khóa học 3 tín chỉ về Phát triển Lãnh đạo Cá nhân trong hầu hết các nhiệm kỳ của mình tại trường đại học.